# Brit Awards de 1983
O Brit Awards de 1983 foi a 3ª edição do maior prêmio anual de música pop do Reino Unido. Eles são administrados pela British Phonographic Industry e ocorreram em 8 de fevereiro de 1983 no Grosvenor House Hotel, em Londres. Este ano foi a primeira apresentação do prêmio Artista Internacional.

## Vencedores e nomeados
| Álbum Britânico do Ano | Produtor Britânico do Ano |
| --- | --- |
| - Barbra Streisand – Memories (Estados Unidos) - The Kids from "Fame" – The Kids from "Fame" (Estados Unidos) - Madness – Complete Madness | - Trevor Horn - Alan Winstanley & Clive Langer - George Martin - Martin Rushent |
| Single Britânico do Ano | Gravação Clássica |
| - Dexys Midnight Runners – "Come On Eileen" - Irene Cara – "Fame" (Estados Unidos) - Survivor – "Eye of the Tiger" (Estados Unidos)        | - John Williams - Christopher Hogwood - Joaquín Rodrigo - Julian Lloyd Webber - Neville Marriner - Simon Rattle                                                                                                   |
| Artista Solo Masculino Britânico | Artista Solo Feminina Britânica |
| - Paul McCartney - Cliff Richard - Phil Collins - Shakin' Stevens                                                                          | - Kim Wilde - Mari Wilson - Sheena Easton - Toyah Willcox |
| Grupo Britânico | Melhor Revelação Britânica |
| - Dire Straits - ABC - Yazoo | - Yazoo - ABC - Culture Club - Musical Youth |
| Artista Internacional | Prêmio de Realização Especial |
| - Kid Creole and the Coconuts - Barry Manilow - Julio Iglesias                                                                             | - Prêmio Especial: Chris Wright - Prêmio Sony Trophy Award por Excelência Técnica: Paul McCartney - Contribuição Excepcional para a Música: The Beatles - Prêmio de Contribuição ao Longo da Vida: Pete Townshend |